# Sarzan
Sarzan (persiska: سَرزَن) är en ort i Iran.   Den ligger i provinsen Lorestan, i den västra delen av landet, 400 km sydväst om huvudstaden Teheran. Sarzan ligger 1 854 meter över havet och antalet invånare är 135.
Terrängen runt Sarzan är kuperad. Runt Sarzan är det ganska tätbefolkat, med 56 invånare per kvadratkilometer. Närmaste större samhälle är Nūrābād, 19,5 km öster om Sarzan. Omgivningarna runt Sarzan är i huvudsak ett öppet busklandskap.